# Как мы можем мыслить
«Как Мы Можем Мыслить» — визионерское эссе, написанное Вэниваром Бушем в 1945 году, предвидевшее многие аспекты информационного общества. Оно было впервые опубликовано в журнале The Atlantic в июле 1945 года и переиздано в сокращённом варианте в сентябре 1945 — до и после атомной бомбардировки Хиросимы и Нагасаки. Буш выражает свою обеспокоенность тем, что усилия науки направлены на разрушение, вместо понимания. Он выражает надежду на создание гипотетической гипертекстовой системы, названной Бушем «Мемекс». По мнению учёного, такая система сделала бы знания более доступными. Буш надеялся, что создание такой системы превратит информационный взрыв во взрыв знаний.

## Создание концепции
Статья представляла собой переработанную и расширенную версию эссе Буша «Механизация и рекорд» (1939 г.). В ней он описал машину, которая объединит технологии низкого уровня для достижения более высокого уровня организации знаний (как в человеческой памяти). Вскоре после публикации этого эссе Буш ввёл термин «мемекс» в письме, написанном редактору журнала Fortune. Это письмо стало основной частью статьи, которая изначально имела лишь введение и заключение. Как уже говорилось, мемекс Буша был основан на том, что в то время считалось передовой технологией будущего: катушки с микрофильмами сверхвысокого разрешения, соединённые с несколькими экранами и камерами с помощью электромеханического управления. Мемекс, по сути, является библиотекой коллективных знаний, хранящуюся в механизме, описанном в его эссе как «предмет мебели». За публикацией статьи Буша в The Atlantic последовала публикация в номере журнала Life от 10 сентября 1945 г. В переиздании были показаны иллюстрации предлагаемого мемекс-стола и автоматической пишущей машинки. Буш также обсудил другие технологии, такие как желатиносеребряный фотопроцесс и микрофотография, где подробно остановился на возможностях их будущего использования. Например, Буш утверждает в своём эссе, что:

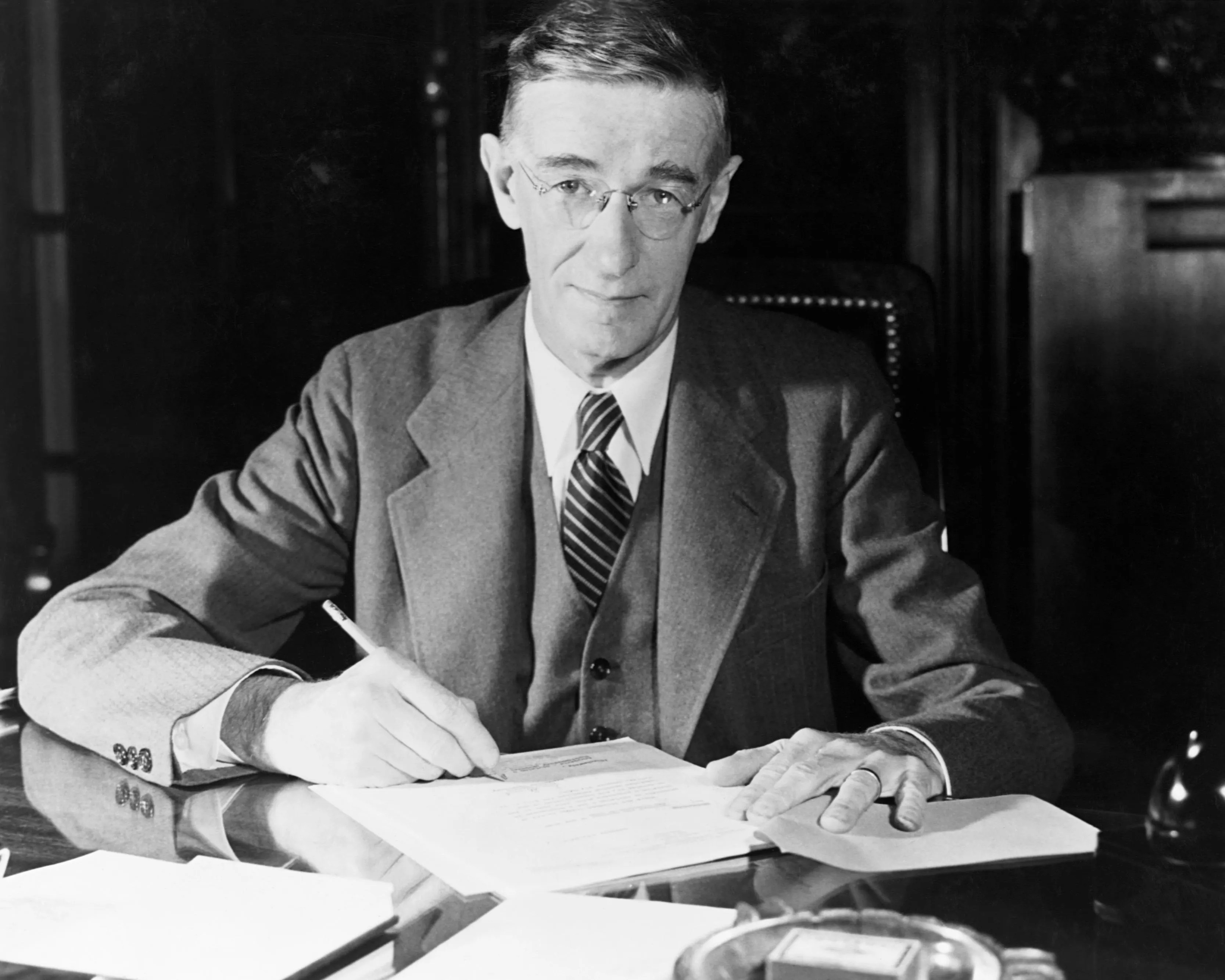
Вэнивар Буш

Комбинация оптической проекции и фотографического уменьшения уже дает некоторые результаты в микрофильмах для научных целей, и потенциальные возможности весьма многозначительны.Вэнивар Буш

## Реализация концепции
«Как Мы Можем Мыслить» предсказало (в некоторой степени) многие виды технологий, изобретённых после её публикации, включая гипертекст, персональные компьютеры, Интернет, Всемирную паутину, распознавание речи и онлайновые энциклопедии, такие как Википедия: «Появятся совершенно новые формы энциклопедий, с проходящей через них сетью ассоциативных троп, готовые к тому, чтобы быть вброшенными в мемекс и там усиленными». Буш предусмотрел возможность вывода нескольких статей или изображений на один экран с возможностью написания комментариев, которые можно было бы хранить и вызывать вместе. Он считал, что люди будут создавать ссылки между связанными статьями, таким образом отображая мыслительный процесс и путь каждого пользователя и сохраняя их для других. Википедия является одним из примеров того, как это видение частично было реализовано, позволяя элементам статьи ссылаться на другие связанные темы. История браузера пользователя отображает пути возможных путей взаимодействия, хотя обычно она доступна только пользователю, который её создал. Статья Буша также заложила основу для новых медиа. Дуг Энгельбарт наткнулся на это эссе вскоре после его публикации и, помня о мемексе, начал работу, которая в конечном итоге привела к изобретению мыши, текстового процессора, гиперссылки и концепций новых медиа, для которых эти новаторские изобретения были необходимы.
Сегодня объём хранения значительно превзошёл тот уровень, который представлял себе Ванневар Буш,
Энциклопедию Британника можно было бы уменьшить до объема спичечного коробка. Библиотека из миллиона томов может уместиться на одном конце стола.Вэнивар Буш
С другой стороны, мы по-прежнему используем методы индексации информации, которые Буш назвал искусственными:
Когда данные любого вида помещаются в хранилище, они сортируются в алфавитном или числовом порядке, и информация находится (когда она есть) путем ее отслеживания от подкласса к подклассу. Она может находиться только в одном месте, если не используются дубликаты.Вэнивар Буш
Это описание напоминает популярные файловые системы современных компьютерных операционных систем (FAT, NTFS, ext3 при использовании без жёстких и символических ссылок и т. д.), которые не так легко обеспечивают ассоциативное индексирование, как представлялось Бушу.

## Использование в науке
Буш призывает учёных заняться масштабной задачей обеспечения более эффективного доступа к нашему изменчивому хранилищу знаний. В течение многих лет изобретения расширяли физические возможности людей, а не их умственные способности. Он утверждает, что под рукой есть инструменты, которые, если их правильно разработать, дадут обществу доступ к унаследованным веками знаниям. Он предполагает, что совершенствование этих инструментов должно быть первой целью наших учёных.
Благодаря этому процессу общество сможет сосредоточиться и развиваться за пределами существующих знаний, а не зацикливаться на бесконечных вычислениях. Мы должны быть в состоянии передать утомительную работу с числами машинам и работать над сложной теорией, которая лучше всего их использует. Если бы человечество было способно обрести «привилегию забыть многообразие вещей, которые ему не нужны, чтобы иметь их в непосредственной близости, с некоторой уверенностью, что они могут найти их снова, если понадобится», только тогда «математика будет практически эффективно использовать растущие знания в области атомистики для полезного решения передовых проблем химии, металлургии и биологии». Чтобы проиллюстрировать важность этой концепции, рассмотрим процесс, связанный с «простой» покупкой: «Каждый раз, когда совершается продажа, нужно сделать ряд вещей. Необходимо провести инвентаризацию, оформить кредит, чтобы продавец мог приобрести товар, провести бухгалтерские расчёты и, самое главное, удовлетворить клиента». Благодаря удобству центрального устройства магазина, которое быстро управляет тысячами таких транзакций, сотрудники могут сосредоточиться на важных аспектах работы отдела, таких как продажи и реклама.
Действительно, на сегодняшний день «наука обеспечила самую быструю связь между людьми; она предоставила запись идей и позволила человеку манипулировать и делать извлечения из этой записи, так что знание развивается и сохраняется на протяжении всей жизни расы, а не физического лица». Усовершенствованные технологии стали расширением наших возможностей, подобно тому, как работают внешние жёсткие диски для компьютеров, предоставляя больше памяти для практических задач.

## План
Многие учёные, особенно физики, во время войны получают новые обязанности. Теперь, после войны, им нужны новая работа.
Раздел 1: Использование науки для людей значительно улучшилось во многих отношениях. Знания науки значительно расширились. Однако то, как мы управляем знаниями, оставалось неизменным на протяжении веков. Мы не можем получить доступ к широкому спектру научных исследований. С другой стороны, технология значительно усовершенствовалась и теперь позволяет нам производить сложные, но дешёвые и надёжные машины.
Раздел 2: Наука действительно полезна. Однако для того, чтобы он была ещё эффективнее и полезнее, она должен не только хранить знания, но и часто использовать и расширять их. Буш предсказывает, что в будущем люди смогут хранить записи в небольшой комнате с помощью фотографии и микрофильмов.
Раздел 3: Используя последние достижения в области записи речи и стенографии, мы скоро сможем сделать печать мгновенной. Развитие фотографии не собирается останавливаться. Кроме того, простые повторяющиеся задачи, такие как математические вычисления, могут быть делегированы машинам. Электрические машины станут развитием арифметических вычислений.
Раздел 4: Научное обоснование — это нечто большее, чем просто арифметика. Есть несколько машин, которые не используются для арифметики, отчасти из-за потребностей рынка. Решение задач высшей математики требует механизации повторяющихся мыслительных процессов.
Раздел 5: Машину можно использовать везде, где есть логический мыслительный процесс. В настоящий момент у нас нет необходимых инструментов для отбора знаний. Одна из лучших форм отбора иллюстрируется автоматической телефонной станцией.
Раздел 6: Возникла проблема с выбором. Главной проблемой является несовершенство систем индексации. Когда данные записываются и помещаются в хранилище, они обычно хранятся в алфавитном или числовом порядке. Человеческий разум работает иначе — по ассоциации. Вместо того, чтобы использовать отбор по индексу, можно механизировать отбор по ассоциации. Таким образом, улучшается постоянство и чёткость хранимой информации. Мемекс — это устройство, которое может хранить информацию и общение (большая память). Некоторые вещи, которые можно хранить, это газеты и книги. Пользователь также может найти конкретную книгу, нажав на её код на клавиатуре. Коды, которые часто используются для вызова страниц, являются мнемоническими, и эти страницы можно просматривать с разной скоростью.
Раздел 7: Главной особенностью мемекса является возможность связать две произвольных вещи вместе. Другими словами, возможность связать два произвольных элемента, когда это необходимо. Пользователь также может построить след, дать ему имя, вставить имя в книгу кодов, а затем набрать его на клавиатуре. В любой момент пользователь имеет возможность просматривать два элемента одновременно. Также можно передавать элементы в другой мемекс.
Раздел 8: Сделанными следами можно поделиться с другими, а также их можно опубликовать, как энциклопедию (появится ещё много новых их форм). Вскоре мы сможем установить какую-то непосредственную связь с поглощением материала записи и одним из наших органов чувств, тактильно, устно и зрительно. Было бы здорово, если бы люди могли анализировать существующие проблемы. На данный момент наука применяется как для улучшения жизни, так и для разрушения. Возможно, мы сможем применить запись, чтобы стать мудрее.

## Критика
«Как Мы Можем Мыслить» оказалось дальновидным эссе. В предисловии к статье, посвящённой информационной грамотности как дисциплине, Джонстон и Уэббер пишут:
Статью Буша можно рассматривать как описание микрокосмоса информационного общества, границы которого жестко очерчены интересами и опытом известного ученого того времени, а не более открытыми пространствами знаний 21 века. Буш представляет основное видение важности информации для индустриального/научного общества, используя образ «информационного взрыва», возникающего из-за беспрецедентного спроса на научное производство и технологическое применение во время Второй мировой войны. Он описывает информатику как ключевую дисциплину в области науки и техники. Его точка зрения охватывает проблемы информационной перегрузки и необходимость разработки эффективных механизмов контроля и направления информации для использования.Джонстон и Веббер
Действительно, Буш был очень обеспокоен информационной перегрузкой, препятствующей исследовательским усилиям учёных. Его учёный, работающий в условиях «информационного взрыва» и нуждающийся в передышке от потока научных документов, может быть истолкован как зарождающийся образ «информационно грамотного человека» в информационно насыщенном обществе.
Растет гора исследований. Но появляется все больше свидетельств того, что сегодня по мере расширения специализации мы увязаем. Исследователь перегружен находками и выводами тысяч других работников.Вэнивар Буш
Школы, колледжи, здравоохранение, правительство и т. д. — все они вовлечены в распространение и использование информации в тех же условиях «информационного взрыва», что и послевоенные ученые Буша. Все эти люди, возможно, нуждаются в каком-то личном «контроле информации», чтобы функционировать.Билл Джонстон, Шелла Веббер